# Red Hot Chili Peppers/Auszeichnungen für Musikverkäufe

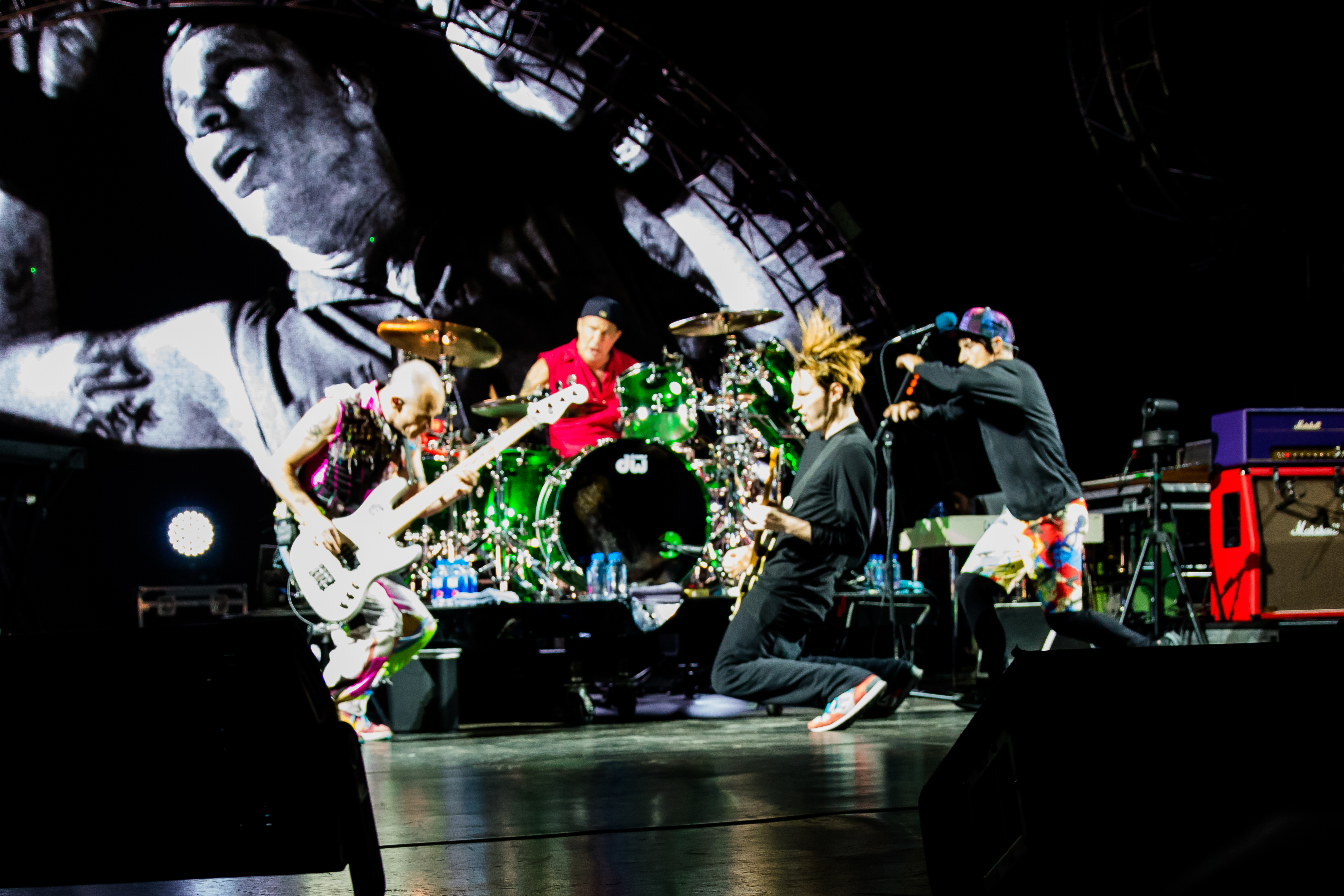
Red Hot Chili Peppers beim Rock am Ring (2016)

Dies ist eine Übersicht über die Auszeichnungen für Musikverkäufe der US-amerikanischen Rock-Musikgruppe Red Hot Chili Peppers. Die Auszeichnungen finden sich nach ihrer Art (Gold, Platin usw.), nach Staaten getrennt in chronologischer Reihenfolge, geordnet sowie nach den Tonträgern selbst in alphabetischer Reihenfolge, getrennt nach Medium (Alben, Singles usw.), wieder.

## Auszeichnungen
| - Vereinigtes Königreich - 2013: für das Album Mother’s Milk - 2013: für das Album Freaky Styley - 2023: für das Album Unlimited Love - 2024: für die Single Tell Me Baby - 2025: für die Single Around the World - Argentinien - 1995: für das Album One Hot Minute - 2011: für das Album I’m with You - 2016: für das Album The Getaway - Australien - 1993: für die Single Soul to Squeeze - 1994: für das Album The Plasma Shaft - 1999: für die Single Scar Tissue - 2002: für die Single By the Way - 2004: für die Single Fortune Faded - 2006: für die Single Dani California - Belgien - 1992: für das Album Blood Sugar Sex Magik - 1996: für das Album One Hot Minute - 2002: für das Album By the Way - 2011: für das Album I’m with You - Brasilien - 2004: für das Videoalbum Live at Slane Castle - 2004: für das Videoalbum Off the Map - 2005: für das Album Greatest Hits - Dänemark - 2004: für das Album Live in Hyde Park - 2012: für das Album I’m with You - 2013: für das Streaming Dani California - 2020: für die Single Otherside - 2023: für die Single Scar Tissue - Deutschland - 2012: für die Single Snow (Hey Oh) - 2016: für das Album The Getaway - 2023: für die Single Under the Bridge - 2023: für die Single Dark Necessities - Europa - 1992: für das Album Blood Sugar Sex Magik - Finnland - 2002: für das Album What Hits!? - 2003: für das Album Greatest Hits - 2006: für das Album Stadium Arcadium - 2011: für das Album I’m with You - 2016: für das Album The Getaway - Frankreich - 2003: für das Album Greatest Hits - 2022: für das Album Unlimited Love - 2023: für die Single Black Summer - Irland - 2011: für das Album I’m with You - Israel - 2000: für das Album Californication - Italien - 2004: für das Album Live in Hyde Park - 2011: für die Single The Adventures of Rain Dance Maggie - 2017: für die Single Dani California - 2018: für die Single By the Way - Japan - 2008: für die Single Snow (Hey Oh) (Mobile Downloads) - 2011: für das Album I’m with You - 2015: für die Single By the Way (Digital) - 2023: für das Album The Getaway - Kanada - 1991: für das Album Mother’s Milk - 1992: für das Album What Hits!? - 2007: für den Ringtone Dani California - 2016: für die Single Dark Necessities - 2016: für das Album The Getaway - Kroatien - 2005: für das Album Californication - 2005: für die Single By the Way - Neuseeland - 1992: für die Single Suck My Kiss - 2015: für die Single The Adventures of Rain Dance Maggie - Niederlande - 1992: für die Single Under the Bridge - 2001: für das Album One Hot Minute - 2004: für das Album Greatest Hits - 2011: für das Album I’m with You - 2016: für das Album The Getaway - Österreich - 1994: für das Album Blood Sugar Sex Magik - 2000: für das Album One Hot Minute - 2004: für das Album Live in Hyde Park - 2004: für das Album Greatest Hits - 2011: für das Album I’m with You - 2016: für das Album The Getaway - Polen - 2000: für das Album Blood Sugar Sex Magik - 2002: für das Album By the Way - Portugal - 2007: für das Album Stadium Arcadium - 2022: für die Single Dark Necessities - Russland - 2011: für das Album I’m with You - Schweden - 2004: für das Album Greatest Hits - 2006: für die Single Dani California - 2006: für das Album Stadium Arcadium - Schweiz - 1996: für das Album One Hot Minute - 2004: für das Album Live in Hyde Park - 2016: für das Album The Getaway - Singapur - 2000: für das Album Californication - Spanien - 1999: für das Album One Hot Minute - 2003: für das Album Greatest Hits - 2006: für das Album Stadium Arcadium - 2024: für die Single By the Way - 2024: für die Single Dani California - 2024: für die Single Dark Necessities - 2024: für die Single Give It Away - Thailand - 2000: für das Album Californication - Tschechien - 2000: für das Album Californication - Ungarn - 2001: für das Album By the Way - 2006: für das Album Stadium Arcadium - Vereinigte Staaten - 1991: für das Videoalbum Psychedelic Sexfunk Live from Heaven - 1992: für die Single Under the Bridge (Physisch) - 1994: für das Videoalbum Funky Monks - 2003: für das Album The Uplift Mofo Party Plan - 2008: für das Videoalbum Off the Map - 2012: für das Album I’m with You - 2021: für die Single Breaking the Girl - 2021: für die Single Suck My Kiss - 2021: für das Album The Getaway - 2021: für die Single Around the World - 2021: für die Single The Zephyr Song - 2024: für das Lied Parallel Universe - 2024: für die Single Road Trippin’ - Vereinigtes Königreich - 1996: für das Album One Hot Minute - 2004: für das Album Live in Hyde Park - 2012: für das Album I’m with You - 2013: für das Videoalbum Off the Map - 2013: für das Videoalbum Greatest Videos - 2013: für das Videoalbum Funky Monks - 2016: für das Album The Getaway - 2022: für die Single Dark Necessities - 2023: für die Single Give It Away | - Frankreich - 1999: für das Album Californication - Argentinien - 1993: für das Album Blood Sugar Sex Magik - 2002: für das Album By the Way - 2003: für das Album Greatest Hits - 2003: für das Videoalbum Live at Slane Castle - 2004: für das Videoalbum Greatest Videos - 2006: für das Album Stadium Arcadium - Australien - 1992: für das Album What Hits!? - 1992: für die Single Under the Bridge - 2004: für das Album Live in Hyde Park - 2007: für das Videoalbum Greatest Videos - 2011: für das Album I’m with You - Belgien - 2000: für das Album Californication - 2006: für das Album Stadium Arcadium - 2010: für das Album Greatest Hits - Brasilien - 2006: für das Album Stadium Arcadium - 2012: für das Album I’m with You - Chile - 2000: für das Album Californication - Dänemark - 2002: für das Album By the Way - 2003: für das Album Greatest Hits - 2021: für die Single Californication - 2021: für die Single Under the Bridge - 2022: für die Single Snow (Hey Oh) - 2025: für die Single Can’t Stop - Deutschland - 2006: für das Album Blood Sugar Sex Magik - 2012: für das Album I’m with You - 2023: für die Single Can’t Stop - Europa - 1996: für das Album One Hot Minute - Finnland - 2000: für das Album Californication - 2003: für das Album By the Way - Frankreich - 1995: für das Album One Hot Minute - 1997: für das Album Blood Sugar Sex Magik - 2003: für das Album By the Way - 2004: für das Videoalbum Live at Slane Castle - 2006: für das Album Stadium Arcadium - 2012: für das Album I’m with You - 2023: für das Album The Getaway - Griechenland - 2000: für das Album Californication - 2003: für das Album By the Way - 2004: für das Album Greatest Hits - 2006: für das Album Stadium Arcadium - 2012: für das Album I’m with You - Italien - 2012: für das Album I’m with You - 2017: für die Single Dark Necessities - 2018: für die Single Can’t Stop - 2019: für die Single Scar Tissue - 2021: für das Album Greatest Hits - 2022: für das Album The Getaway - 2024: für das Album Stadium Arcadium - 2024: für das Album Blood Sugar Sex Magik - 2025: für das Album By the Way - Japan - 1997: für das Album One Hot Minute - 1999: für das Album Californication - 2003: für das Album Greatest Hits - 2011: für die Single Dani California (Mobile Downloads) - Kanada - 1995: für das Album One Hot Minute - 2004: für das Videoalbum Live at Slane Castle - 2012: für das Album I’m with You - Mexiko - 1999: für das Album Californication - Neuseeland - 2021: für das Album I’m with You - 2021: für die Single Dark Necessities - 2022: für das Album The Getaway - 2022: für die Single Give It Away - 2023: für die Single The Zephyr Song - Niederlande - 2001: für das Album Blood Sugar Sex Magik - 2002: für das Album By the Way - 2007: für das Album Stadium Arcadium - Norwegen - 1998: für das Album Blood Sugar Sex Magik - 2000: für das Album Californication - Österreich - 2002: für das Album By the Way - 2006: für das Album Stadium Arcadium - Philippinen - 2000: für das Album Californication - Polen - 2000: für das Album Californication - 2006: für das Album Stadium Arcadium - 2011: für das Album I’m with You - 2017: für das Album The Getaway - 2022: für die Single Dark Necessities - Schweden - 1998: für das Album Blood Sugar Sex Magik - 2003: für das Album By the Way - Schweiz - 2012: für das Album I’m with You - Spanien - 2002: für das Album By the Way - 2024: für die Single Otherside - 2024: für die Single Snow (Hey Oh) - 2024: für die Single Under the Bridge - 2024: für die Single Can’t Stop - 2024: für die Single Scar Tissue - Ungarn - 2016: für das Album The Getaway - Uruguay - 2000: für das Album Californication - Vereinigte Staaten - 1993: für das Album What Hits!? - 2003: für das Album Mother’s Milk - 2008: für das Videoalbum Live at Slane Castle - 2021: für die Single Dark Necessities - 2021: für die Single Tell Me Baby - 2021: für die Single The Adventures of Rain Dance Maggie - Vereinigtes Königreich - 2016: für das Album What Hits!? - 2020: für die Single By the Way - 2022: für die Single Otherside - 2025: für die Single The Zephyr Song - Deutschland - 2006: für das Album Californication | - Australien - 2006: für das Videoalbum Off the Map - Brasilien - 2001: für das Album Californication - 2002: für das Album By the Way - Dänemark - 2020: für die Single Dani California - Deutschland - 2014: für das Album Greatest Hits - Europa - 2007: für das Album Stadium Arcadium - Italien - 2019: für die Single Californication - 2022: für das Album Californication - 2024: für die Single Snow (Hey Oh) - 2024: für die Single Under the Bridge - 2024: für die Single Otherside - Japan - 2002: für das Album By the Way - 2007: für das Album Stadium Arcadium - 2008: für den Ringtone Dani California - Kanada - 2002: für das Album By the Way - Neuseeland - 1993: für das Album What Hits!? - 1996: für das Album One Hot Minute - 2004: für das Album Greatest Hits - 2007: für das Videoalbum Live at Slane Castle - 2024: für die Single By the Way - Niederlande - 2000: für das Album Californication - Österreich - 2003: für das Album Californication - Portugal - 2000: für das Album Californication - 2024: für die Single Scar Tissue - Schweden - 2000: für das Album Californication - Schweiz - 2000: für das Album Californication - 2003: für das Album By the Way - 2006: für das Album Stadium Arcadium - 2014: für das Album Greatest Hits - Spanien - 1998: für das Album Blood Sugar Sex Magik - 2004: für das Album Californication - 2025: für die Single Californication - Vereinigte Staaten - 2001: für das Album One Hot Minute - 2007: für das Album By the Way - 2012: für das Album Greatest Hits - 2012: für die Single By the Way - 2021: für die Single Give It Away - Vereinigtes Königreich - 2013: für das Videoalbum Live at Slane Castle - 2024: für die Single Snow (Hey Oh) - 2025: für die Single Dani California - 2025: für die Single Scar Tissue - Deutschland - 2019: für das Album By the Way - Argentinien - 1999: für das Album Californication - Australien - 2002: für das Album One Hot Minute - 2006: für das Album Stadium Arcadium - Dänemark - 2024: für das Album Blood Sugar Sex Magik - Deutschland - 2019: für das Album Stadium Arcadium - Europa - 2003: für das Album By the Way - 2012: für das Album Greatest Hits - Indonesien - 2000: für das Album Californication - Neuseeland - 2003: für das Album By the Way - 2024: für die Single Dani California - Portugal - 2024: für die Single Can’t Stop - 2024: für die Single Otherside - Vereinigte Staaten - 2021: für die Single Can’t Stop - Vereinigtes Königreich - 2013: für das Album Blood Sugar Sex Magik - 2022: für das Album Stadium Arcadium - 2024: für die Single Under the Bridge - 2025: für die Single Californication - Australien - 2008: für das Videoalbum Live at Slane Castle - Dänemark - 2022: für das Album Stadium Arcadium - Europa - 2002: für das Album Californication - Irland - 2006: für das Album Stadium Arcadium - Italien - 2000: für das Album Californication - Kanada - 1992: für das Album Blood Sugar Sex Magik - 2006: für das Album Stadium Arcadium - Neuseeland - 2024: für die Single Otherside - Vereinigte Staaten - 2021: für das Album Stadium Arcadium - 2021: für die Single Snow (Hey Oh) - Vereinigtes Königreich - 2025: für die Single Can’t Stop - Australien - 2005: für das Album By the Way - Dänemark - 2023: für das Album Californication - Kanada - 2024: für die Single Otherside - Neuseeland - 1993: für das Album Blood Sugar Sex Magik - 2024: für die Single Scar Tissue - 2025: für die Single Can’t Stop - 2025: für die Single Snow (Hey Oh) - Vereinigte Staaten - 2021: für die Single Dani California - 2024: für die Single Otherside - Vereinigtes Königreich - 2024: für das Album Californication - Australien - 2006: für das Album Blood Sugar Sex Magik - 2010: für das Album Greatest Hits - Kanada - 2024: für die Single Scar Tissue - Neuseeland - 2024: für das Album Stadium Arcadium - 2025: für die Single Californication - Vereinigte Staaten - 2021: für die Single Under the Bridge (Digital) - 2024: für die Single Scar Tissue - 2024: für die Single Californication - Kanada - 2025: für die Single Californication - Neuseeland - 2024: für die Single Under the Bridge - Vereinigte Staaten - 2001: für das Album Blood Sugar Sex Magik - Vereinigtes Königreich - 2019: für das Album By the Way - 2024: für das Album Greatest Hits - Australien - 2006: für das Album Californication - Vereinigte Staaten - 2024: für das Album Californication - Kanada - 2024: für das Album Californication - Neuseeland - 2001: für das Album Californication |

## Auszeichnungen nach Alben

### Freaky Styley
| Land/Region                  | Auszeichnungen für Musikverkäufe (Land/Region, Auszeichnung, Verkäufe) | Verkäufe |
| ---------------------------- | ---------------------------------------------------------------------- | -------- |
| Vereinigtes Königreich (BPI) | Silber                                                                 | 60.000   |
| Insgesamt                    | 1× Silber ·                                                            | 60.000   |

### The Uplift Mofo Party Plan
| Land/Region               | Auszeichnungen für Musikverkäufe (Land/Region, Auszeichnung, Verkäufe) | Verkäufe |
| ------------------------- | ---------------------------------------------------------------------- | -------- |
| Vereinigte Staaten (RIAA) | Gold                                                                   | 500.000  |
| Insgesamt                 | 1× Gold ·                                                              | 500.000  |

### Mother’s Milk
| Land/Region                  | Auszeichnungen für Musikverkäufe (Land/Region, Auszeichnung, Verkäufe) | Verkäufe  |
| ---------------------------- | ---------------------------------------------------------------------- | --------- |
| Kanada (MC)                  | Gold                                                                   | 50.000    |
| Vereinigte Staaten (RIAA)    | Platin                                                                 | 1.000.000 |
| Vereinigtes Königreich (BPI) | Silber                                                                 | 60.000    |
| Insgesamt                    | 1× Silber · 1× Gold · 1× Platin ·                                      | 1.100.000 |

### Blood Sugar Sex Magik
| Land/Region                  | Auszeichnungen für Musikverkäufe (Land/Region, Auszeichnung, Verkäufe) | Verkäufe   |
| ---------------------------- | ---------------------------------------------------------------------- | ---------- |
| Argentinien (CAPIF)          | Platin                                                                 | 60.000     |
| Australien (ARIA)            | 6× Platin                                                              | 420.000    |
| Belgien (BRMA)               | Gold                                                                   | 25.000     |
| Dänemark (IFPI)              | 3× Platin                                                              | 60.000     |
| Deutschland (BVMI)           | Platin                                                                 | 500.000    |
| Europa (IFPI)                | Gold                                                                   | (500.000)  |
| Frankreich (SNEP)            | Platin                                                                 | 300.000    |
| Italien (FIMI)               | Platin                                                                 | 50.000     |
| Kanada (MC)                  | 4× Platin                                                              | 400.000    |
| Neuseeland (RMNZ)            | 5× Platin                                                              | 75.000     |
| Niederlande (NVPI)           | Platin                                                                 | 80.000     |
| Norwegen (IFPI)              | Platin                                                                 | 50.000     |
| Österreich (IFPI)            | Gold                                                                   | 25.000     |
| Polen (ZPAV)                 | Gold                                                                   | 50.000     |
| Schweden (IFPI)              | Platin                                                                 | 100.000    |
| Spanien (Promusicae)         | 2× Platin                                                              | 200.000    |
| Vereinigte Staaten (RIAA)    | 7× Platin                                                              | 7.000.000  |
| Vereinigtes Königreich (BPI) | 3× Platin                                                              | 900.000    |
| Insgesamt                    | 4× Gold · 37× Platin ·                                                 | 10.295.000 |

### What Hits!?
| Land/Region                  | Auszeichnungen für Musikverkäufe (Land/Region, Auszeichnung, Verkäufe) | Verkäufe  |
| ---------------------------- | ---------------------------------------------------------------------- | --------- |
| Australien (ARIA)            | Platin                                                                 | 70.000    |
| Finnland (IFPI)              | Gold                                                                   | 25.352    |
| Kanada (MC)                  | Gold                                                                   | 50.000    |
| Neuseeland (RMNZ)            | 2× Platin                                                              | 30.000    |
| Vereinigte Staaten (RIAA)    | Platin                                                                 | 1.000.000 |
| Vereinigtes Königreich (BPI) | Platin                                                                 | 300.000   |
| Insgesamt                    | 2× Gold · 5× Platin ·                                                  | 1.480.352 |

### The Plasma Shaft
| Land/Region       | Auszeichnungen für Musikverkäufe (Land/Region, Auszeichnung, Verkäufe) | Verkäufe |
| ----------------- | ---------------------------------------------------------------------- | -------- |
| Australien (ARIA) | Gold                                                                   | 35.000   |
| Insgesamt         | 1× Gold ·                                                              | 35.000   |

### One Hot Minute
| Land/Region                  | Auszeichnungen für Musikverkäufe (Land/Region, Auszeichnung, Verkäufe) | Verkäufe  |
| ---------------------------- | ---------------------------------------------------------------------- | --------- |
| Argentinien (CAPIF)          | Gold                                                                   | 30.000    |
| Australien (ARIA)            | 3× Platin                                                              | 210.000   |
| Belgien (BRMA)               | Gold                                                                   | (25.000)  |
| Europa (IFPI)                | Platin                                                                 | 1.000.000 |
| Frankreich (SNEP)            | Platin                                                                 | (300.000) |
| Japan (RIAJ)                 | Platin                                                                 | 200.000   |
| Kanada (MC)                  | Platin                                                                 | 100.000   |
| Neuseeland (RMNZ)            | 2× Platin                                                              | 30.000    |
| Niederlande (NVPI)           | Gold                                                                   | (40.000)  |
| Österreich (IFPI)            | Gold                                                                   | (25.000)  |
| Schweiz (IFPI)               | Gold                                                                   | (25.000)  |
| Spanien (Promusicae)         | Gold                                                                   | (50.000)  |
| Vereinigte Staaten (RIAA)    | 2× Platin                                                              | 2.000.000 |
| Vereinigtes Königreich (BPI) | Gold                                                                   | (100.000) |
| Insgesamt                    | 7× Gold · 10× Platin ·                                                 | 3.670.000 |

### Californication
| Land/Region                  | Auszeichnungen für Musikverkäufe (Land/Region, Auszeichnung, Verkäufe) | Verkäufe    |
| ---------------------------- | ---------------------------------------------------------------------- | ----------- |
| Argentinien (CAPIF)          | 3× Platin                                                              | 180.000     |
| Australien (ARIA)            | 8× Platin                                                              | 560.000     |
| Belgien (BRMA)               | Platin                                                                 | 50.000      |
| Brasilien (PMB)              | 2× Platin                                                              | 500.000     |
| Chile (IFPI)                 | Platin                                                                 | 25.000      |
| Dänemark (IFPI)              | 5× Platin                                                              | 100.000     |
| Deutschland (BVMI)           | 3× Gold                                                                | 750.000     |
| Europa (IFPI)                | 4× Platin                                                              | (4.000.000) |
| Finnland (IFPI)              | Platin                                                                 | 62.365      |
| Frankreich (SNEP)            | 2× Gold                                                                | 200.000     |
| Griechenland (IFPI)          | Platin                                                                 | 30.000      |
| Indonesien (ASIRI)           | 3× Platin                                                              | 150.000     |
| Israel (IFPI)                | Gold                                                                   | 20.000      |
| Italien (FIMI)               | 4× Platin (2000) · + 2× Platin (2022)                                  | 500.000     |
| Japan (RIAJ)                 | Platin                                                                 | 200.000     |
| Kanada (MC)                  | 9× Platin                                                              | 900.000     |
| Kroatien (HDU)               | Gold                                                                   | 7.500       |
| Mexiko (AMPROFON)            | Platin                                                                 | 150.000     |
| Neuseeland (RMNZ)            | 9× Platin                                                              | 135.000     |
| Niederlande (NVPI)           | 2× Platin                                                              | 160.000     |
| Norwegen (IFPI)              | Platin                                                                 | 50.000      |
| Österreich (IFPI)            | 2× Platin                                                              | 100.000     |
| Philippinen (PARI)           | Platin                                                                 | 40.000      |
| Polen (ZPAV)                 | Platin                                                                 | 100.000     |
| Portugal (AFP)               | 2× Platin                                                              | 80.000      |
| Schweden (IFPI)              | 2× Platin                                                              | 160.000     |
| Schweiz (IFPI)               | 2× Platin                                                              | 100.000     |
| Singapur (RIAS)              | Gold                                                                   | 7.500       |
| Spanien (Promusicae)         | 2× Platin                                                              | 200.000     |
| Tschechien (IFPI)            | Gold                                                                   | 25.000      |
| Thailand (TECA)              | Gold                                                                   | 25.000      |
| Uruguay (CUD)                | Platin                                                                 | 6.000       |
| Vereinigte Staaten (RIAA)    | 8× Platin                                                              | 8.000.000   |
| Vereinigtes Königreich (BPI) | 5× Platin                                                              | 1.500.000   |
| Insgesamt                    | 8× Gold · 85× Platin ·                                                 | 15.123.365  |

### By the Way
| Land/Region                  | Auszeichnungen für Musikverkäufe (Land/Region, Auszeichnung, Verkäufe) | Verkäufe    |
| ---------------------------- | ---------------------------------------------------------------------- | ----------- |
| Argentinien (CAPIF)          | Platin                                                                 | 40.000      |
| Australien (ARIA)            | 5× Platin                                                              | 350.000     |
| Belgien (BRMA)               | Gold                                                                   | 15.000      |
| Brasilien (PMB)              | 2× Platin                                                              | 250.000     |
| Dänemark (IFPI)              | Platin                                                                 | 50.000      |
| Deutschland (BVMI)           | 5× Gold                                                                | 750.000     |
| Europa (IFPI)                | 3× Platin                                                              | (3.000.000) |
| Finnland (IFPI)              | Platin                                                                 | 30.000      |
| Frankreich (SNEP)            | Platin                                                                 | 300.000     |
| Griechenland (IFPI)          | Platin                                                                 | 30.000      |
| Italien (FIMI)               | Platin                                                                 | 50.000      |
| Japan (RIAJ)                 | 2× Platin                                                              | 400.000     |
| Kanada (MC)                  | 2× Platin                                                              | 200.000     |
| Kroatien (HDU)               | Gold                                                                   | 7.500       |
| Neuseeland (RMNZ)            | 3× Platin                                                              | 45.000      |
| Niederlande (NVPI)           | Platin                                                                 | 80.000      |
| Norwegen (IFPI)              | —                                                                      | 49.000      |
| Österreich (IFPI)            | Platin                                                                 | 40.000      |
| Polen (ZPAV)                 | Gold                                                                   | 35.000      |
| Schweden (IFPI)              | Platin                                                                 | 60.000      |
| Schweiz (IFPI)               | 2× Platin                                                              | 80.000      |
| Spanien (Promusicae)         | Platin                                                                 | 100.000     |
| Ungarn (MAHASZ)              | Gold                                                                   | 25.000      |
| Vereinigte Staaten (RIAA)    | 2× Platin                                                              | 2.000.000   |
| Vereinigtes Königreich (BPI) | 7× Platin                                                              | 2.200.000   |
| Insgesamt                    | 5× Gold · 36× Platin ·                                                 | 7.171.500   |

### Greatest Hits
| Land/Region                  | Auszeichnungen für Musikverkäufe (Land/Region, Auszeichnung, Verkäufe) | Verkäufe    |
| ---------------------------- | ---------------------------------------------------------------------- | ----------- |
| Argentinien (CAPIF)          | Platin                                                                 | 40.000      |
| Australien (ARIA)            | 6× Platin                                                              | 420.000     |
| Belgien (BRMA)               | Platin                                                                 | (50.000)    |
| Brasilien (PMB)              | Gold                                                                   | 50.000      |
| Dänemark (IFPI)              | Platin                                                                 | (40.000)    |
| Deutschland (BVMI)           | 2× Platin                                                              | (400.000)   |
| Europa (IFPI)                | 3× Platin                                                              | 3.000.000   |
| Finnland (IFPI)              | Gold                                                                   | (17.920)    |
| Frankreich (SNEP)            | Gold                                                                   | (100.000)   |
| Griechenland (IFPI)          | Platin                                                                 | (20.000)    |
| Italien (FIMI)               | Platin                                                                 | (50.000)    |
| Japan (RIAJ)                 | Platin                                                                 | 250.000     |
| Neuseeland (RMNZ)            | 2× Platin                                                              | 30.000      |
| Niederlande (NVPI)           | Gold                                                                   | (40.000)    |
| Österreich (IFPI)            | Gold                                                                   | (15.000)    |
| Schweden (IFPI)              | Gold                                                                   | (30.000)    |
| Schweiz (IFPI)               | 2× Platin                                                              | (80.000)    |
| Spanien (Promusicae)         | Gold                                                                   | (50.000)    |
| Vereinigte Staaten (RIAA)    | 2× Platin                                                              | 2.000.000   |
| Vereinigtes Königreich (BPI) | 7× Platin                                                              | (2.100.000) |
| Insgesamt                    | 7× Gold · 30× Platin ·                                                 | 6.140.000   |

### Live in Hyde Park
| Land/Region                  | Auszeichnungen für Musikverkäufe (Land/Region, Auszeichnung, Verkäufe) | Verkäufe |
| ---------------------------- | ---------------------------------------------------------------------- | -------- |
| Australien (ARIA)            | Platin                                                                 | 70.000   |
| Dänemark (IFPI)              | Gold                                                                   | 20.000   |
| Italien (FIMI)               | Gold                                                                   | 50.000   |
| Österreich (IFPI)            | Gold                                                                   | 15.000   |
| Schweiz (IFPI)               | Gold                                                                   | 20.000   |
| Vereinigtes Königreich (BPI) | Gold                                                                   | 100.000  |
| Insgesamt                    | 5× Gold · 1× Platin ·                                                  | 275.000  |

### Stadium Arcadium
| Land/Region                  | Auszeichnungen für Musikverkäufe (Land/Region, Auszeichnung, Verkäufe) | Verkäufe    |
| ---------------------------- | ---------------------------------------------------------------------- | ----------- |
| Argentinien (CAPIF)          | Platin                                                                 | 40.000      |
| Australien (ARIA)            | 3× Platin                                                              | 210.000     |
| Belgien (BRMA)               | Platin                                                                 | 50.000      |
| Brasilien (PMB)              | Platin                                                                 | 60.000      |
| Dänemark (IFPI)              | 4× Platin                                                              | 80.000      |
| Deutschland (BVMI)           | 3× Platin                                                              | 600.000     |
| Europa (IFPI)                | 2× Platin                                                              | (2.000.000) |
| Finnland (IFPI)              | Gold                                                                   | 21.159      |
| Frankreich (SNEP)            | Platin                                                                 | 200.000     |
| Griechenland (IFPI)          | Platin                                                                 | 20.000      |
| Irland (IRMA)                | 4× Platin                                                              | 60.000      |
| Italien (FIMI)               | Platin                                                                 | 50.000      |
| Japan (RIAJ)                 | 2× Platin                                                              | 500.000     |
| Kanada (MC)                  | 4× Platin                                                              | 400.000     |
| Neuseeland (RMNZ)            | 6× Platin                                                              | 90.000      |
| Niederlande (NVPI)           | Platin                                                                 | 70.000      |
| Österreich (IFPI)            | Platin                                                                 | 30.000      |
| Polen (ZPAV)                 | Platin                                                                 | 20.000      |
| Portugal (AFP)               | Gold                                                                   | 10.000      |
| Schweden (IFPI)              | Gold                                                                   | 30.000      |
| Schweiz (IFPI)               | 2× Platin                                                              | 60.000      |
| Spanien (Promusicae)         | Gold                                                                   | 40.000      |
| Ungarn (MAHASZ)              | Gold                                                                   | 5.000       |
| Vereinigte Staaten (RIAA)    | 4× Platin                                                              | 4.000.000   |
| Vereinigtes Königreich (BPI) | 3× Platin                                                              | 900.000     |
| Insgesamt                    | 5× Gold · 47× Platin ·                                                 | 7.546.159   |

### I’m with You
| Land/Region                  | Auszeichnungen für Musikverkäufe (Land/Region, Auszeichnung, Verkäufe) | Verkäufe  |
| ---------------------------- | ---------------------------------------------------------------------- | --------- |
| Argentinien (CAPIF)          | Gold                                                                   | 20.000    |
| Australien (ARIA)            | Platin                                                                 | 70.000    |
| Belgien (BRMA)               | Gold                                                                   | 15.000    |
| Brasilien (PMB)              | Platin                                                                 | 40.000    |
| Dänemark (IFPI)              | Gold                                                                   | 10.000    |
| Deutschland (BVMI)           | Platin                                                                 | 200.000   |
| Finnland (IFPI)              | Gold                                                                   | 15.155    |
| Frankreich (SNEP)            | Platin                                                                 | 100.000   |
| Griechenland (IFPI)          | Platin                                                                 | 6.000     |
| Irland (IRMA)                | Gold                                                                   | 7.500     |
| Italien (FIMI)               | Platin                                                                 | 60.000    |
| Japan (RIAJ)                 | Gold                                                                   | 100.000   |
| Kanada (MC)                  | Platin                                                                 | 80.000    |
| Neuseeland (RMNZ)            | Platin                                                                 | 15.000    |
| Niederlande (NVPI)           | Gold                                                                   | 25.000    |
| Österreich (IFPI)            | Gold                                                                   | 10.000    |
| Polen (ZPAV)                 | Platin                                                                 | 20.000    |
| Russland (NFPF)              | Gold                                                                   | 10.000    |
| Schweiz (IFPI)               | Platin                                                                 | 30.000    |
| Vereinigte Staaten (RIAA)    | Gold                                                                   | 574.000   |
| Vereinigtes Königreich (BPI) | Gold                                                                   | 100.000   |
| Insgesamt                    | 11× Gold · 10× Platin ·                                                | 1.507.655 |

### The Getaway
| Land/Region                  | Auszeichnungen für Musikverkäufe (Land/Region, Auszeichnung, Verkäufe) | Verkäufe |
| ---------------------------- | ---------------------------------------------------------------------- | -------- |
| Argentinien (CAPIF)          | Gold                                                                   | 15.000   |
| Deutschland (BVMI)           | Gold                                                                   | 100.000  |
| Finnland (IFPI)              | Gold                                                                   | 10.000   |
| Frankreich (SNEP)            | Platin                                                                 | 100.000  |
| Italien (FIMI)               | Platin                                                                 | 50.000   |
| Japan (RIAJ)                 | Gold                                                                   | 100.000  |
| Kanada (MC)                  | Gold                                                                   | 40.000   |
| Neuseeland (RMNZ)            | Platin                                                                 | 15.000   |
| Niederlande (NVPI)           | Gold                                                                   | 20.000   |
| Österreich (IFPI)            | Gold                                                                   | 7.500    |
| Polen (ZPAV)                 | Platin                                                                 | 20.000   |
| Schweiz (IFPI)               | Gold                                                                   | 10.000   |
| Ungarn (MAHASZ)              | Platin                                                                 | 2.000    |
| Vereinigte Staaten (RIAA)    | Gold                                                                   | 500.000  |
| Vereinigtes Königreich (BPI) | Gold                                                                   | 100.000  |
| Insgesamt                    | 10× Gold · 5× Platin ·                                                 | 989.500  |

### Unlimited Love
| Land/Region                  | Auszeichnungen für Musikverkäufe (Land/Region, Auszeichnung, Verkäufe) | Verkäufe |
| ---------------------------- | ---------------------------------------------------------------------- | -------- |
| Frankreich (SNEP)            | Gold                                                                   | 50.000   |
| Japan (RIAJ)                 | —                                                                      | 24.182   |
| Vereinigte Staaten (RIAA)    | —                                                                      | 97.500   |
| Vereinigtes Königreich (BPI) | Silber                                                                 | 60.000   |
| Insgesamt                    | 1× Silber · 1× Gold ·                                                  | 231.682  |

## Auszeichnungen nach Singles

### Give It Away
| Land/Region                  | Auszeichnungen für Musikverkäufe (Land/Region, Auszeichnung, Verkäufe) | Verkäufe  |
| ---------------------------- | ---------------------------------------------------------------------- | --------- |
| Neuseeland (RMNZ)            | Platin                                                                 | 30.000    |
| Spanien (Promusicae)         | Gold                                                                   | 30.000    |
| Vereinigte Staaten (RIAA)    | 2× Platin                                                              | 2.000.000 |
| Vereinigtes Königreich (BPI) | Gold                                                                   | 400.000   |
| Insgesamt                    | 2× Gold · 3× Platin ·                                                  | 2.460.000 |

### Under the Bridge
| Land/Region                  | Auszeichnungen für Musikverkäufe (Land/Region, Auszeichnung, Verkäufe) | Verkäufe  |
| ---------------------------- | ---------------------------------------------------------------------- | --------- |
| Australien (ARIA)            | Platin                                                                 | 70.000    |
| Dänemark (IFPI)              | Platin                                                                 | 90.000    |
| Deutschland (BVMI)           | Gold                                                                   | 250.000   |
| Italien (FIMI)               | 2× Platin                                                              | 200.000   |
| Neuseeland (RMNZ)            | 7× Platin                                                              | 210.000   |
| Niederlande (NVPI)           | Gold                                                                   | 50.000    |
| Spanien (Promusicae)         | Platin                                                                 | 60.000    |
| Vereinigte Staaten (RIAA)    | Gold · + 6× Platin (Digital)                                           | 6.500.000 |
| Vereinigtes Königreich (BPI) | 3× Platin                                                              | 1.800.000 |
| Insgesamt                    | 3× Gold · 21× Platin ·                                                 | 9.230.000 |

### Suck My Kiss
| Land/Region               | Auszeichnungen für Musikverkäufe (Land/Region, Auszeichnung, Verkäufe) | Verkäufe |
| ------------------------- | ---------------------------------------------------------------------- | -------- |
| Neuseeland (RMNZ)         | Gold                                                                   | 5.000    |
| Vereinigte Staaten (RIAA) | Gold                                                                   | 500.000  |
| Insgesamt                 | 2× Gold ·                                                              | 505.000  |

### Breaking the Girl
| Land/Region               | Auszeichnungen für Musikverkäufe (Land/Region, Auszeichnung, Verkäufe) | Verkäufe |
| ------------------------- | ---------------------------------------------------------------------- | -------- |
| Vereinigte Staaten (RIAA) | Gold                                                                   | 500.000  |
| Insgesamt                 | 1× Gold ·                                                              | 500.000  |

### Soul to Squeeze
| Land/Region       | Auszeichnungen für Musikverkäufe (Land/Region, Auszeichnung, Verkäufe) | Verkäufe |
| ----------------- | ---------------------------------------------------------------------- | -------- |
| Australien (ARIA) | Gold                                                                   | 35.000   |
| Insgesamt         | 1× Gold ·                                                              | 35.000   |

### Scar Tissue
| Land/Region                  | Auszeichnungen für Musikverkäufe (Land/Region, Auszeichnung, Verkäufe) | Verkäufe  |
| ---------------------------- | ---------------------------------------------------------------------- | --------- |
| Australien (ARIA)            | Gold                                                                   | 35.000    |
| Dänemark (IFPI)              | Gold                                                                   | 45.000    |
| Italien (FIMI)               | Platin                                                                 | 50.000    |
| Kanada (MC)                  | 6× Platin                                                              | 480.000   |
| Neuseeland (RMNZ)            | 5× Platin                                                              | 150.000   |
| Portugal (AFP)               | 2× Platin                                                              | 20.000    |
| Spanien (Promusicae)         | Platin                                                                 | 60.000    |
| Vereinigte Staaten (RIAA)    | 6× Platin                                                              | 6.000.000 |
| Vereinigtes Königreich (BPI) | 2× Platin                                                              | 1.200.000 |
| Insgesamt                    | 2× Gold · 23× Platin ·                                                 | 8.040.000 |

### Around the World
| Land/Region                  | Auszeichnungen für Musikverkäufe (Land/Region, Auszeichnung, Verkäufe) | Verkäufe |
| ---------------------------- | ---------------------------------------------------------------------- | -------- |
| Vereinigte Staaten (RIAA)    | Gold                                                                   | 500.000  |
| Vereinigtes Königreich (BPI) | Silber                                                                 | 200.000  |
| Insgesamt                    | 1× Silber · 1× Gold ·                                                  | 700.000  |

### Otherside
| Land/Region                  | Auszeichnungen für Musikverkäufe (Land/Region, Auszeichnung, Verkäufe) | Verkäufe  |
| ---------------------------- | ---------------------------------------------------------------------- | --------- |
| Dänemark (IFPI)              | Gold                                                                   | 45.000    |
| Italien (FIMI)               | 2× Platin                                                              | 200.000   |
| Kanada (MC)                  | 5× Platin                                                              | 400.000   |
| Neuseeland (RMNZ)            | 4× Platin                                                              | 120.000   |
| Portugal (AFP)               | 3× Platin                                                              | 30.000    |
| Spanien (Promusicae)         | Platin                                                                 | 60.000    |
| Vereinigte Staaten (RIAA)    | 5× Platin                                                              | 5.000.000 |
| Vereinigtes Königreich (BPI) | Platin                                                                 | 600.000   |
| Insgesamt                    | 1× Gold · 21× Platin ·                                                 | 6.455.000 |

### Californication
| Land/Region                  | Auszeichnungen für Musikverkäufe (Land/Region, Auszeichnung, Verkäufe) | Verkäufe  |
| ---------------------------- | ---------------------------------------------------------------------- | --------- |
| Dänemark (IFPI)              | Platin                                                                 | 90.000    |
| Italien (FIMI)               | 2× Platin                                                              | 100.000   |
| Kanada (MC)                  | 7× Platin                                                              | 560.000   |
| Neuseeland (RMNZ)            | 6× Platin                                                              | 180.000   |
| Spanien (Promusicae)         | 2× Platin                                                              | 120.000   |
| Vereinigte Staaten (RIAA)    | 6× Platin                                                              | 6.000.000 |
| Vereinigtes Königreich (BPI) | 3× Platin                                                              | 1.800.000 |
| Insgesamt                    | 27× Platin ·                                                           | 8.850.000 |

### Road Trippin’
| Land/Region               | Auszeichnungen für Musikverkäufe (Land/Region, Auszeichnung, Verkäufe) | Verkäufe |
| ------------------------- | ---------------------------------------------------------------------- | -------- |
| Vereinigte Staaten (RIAA) | Gold                                                                   | 500.000  |
| Insgesamt                 | 1× Gold ·                                                              | 500.000  |

### By the Way
| Land/Region                  | Auszeichnungen für Musikverkäufe (Land/Region, Auszeichnung, Verkäufe) | Verkäufe  |
| ---------------------------- | ---------------------------------------------------------------------- | --------- |
| Australien (ARIA)            | Gold                                                                   | 35.000    |
| Italien (FIMI)               | Gold                                                                   | 25.000    |
| Japan (RIAJ)                 | Gold                                                                   | 100.000   |
| Neuseeland (RMNZ)            | 2× Platin                                                              | 60.000    |
| Spanien (Promusicae)         | Gold                                                                   | 30.000    |
| Vereinigte Staaten (RIAA)    | 2× Platin                                                              | 2.000.000 |
| Vereinigtes Königreich (BPI) | Platin                                                                 | 600.000   |
| Insgesamt                    | 4× Gold · 5× Platin ·                                                  | 2.850.000 |

### The Zephyr Song
| Land/Region                  | Auszeichnungen für Musikverkäufe (Land/Region, Auszeichnung, Verkäufe) | Verkäufe  |
| ---------------------------- | ---------------------------------------------------------------------- | --------- |
| Neuseeland (RMNZ)            | Platin                                                                 | 30.000    |
| Vereinigte Staaten (RIAA)    | Gold                                                                   | 500.000   |
| Vereinigtes Königreich (BPI) | Platin                                                                 | 600.000   |
| Insgesamt                    | 1× Gold · 2× Platin ·                                                  | 1.130.000 |

### Can’t Stop
| Land/Region                  | Auszeichnungen für Musikverkäufe (Land/Region, Auszeichnung, Verkäufe) | Verkäufe  |
| ---------------------------- | ---------------------------------------------------------------------- | --------- |
| Dänemark (IFPI)              | Platin                                                                 | 90.000    |
| Deutschland (BVMI)           | Platin                                                                 | 600.000   |
| Italien (FIMI)               | Platin                                                                 | 50.000    |
| Neuseeland (RMNZ)            | 5× Platin                                                              | 150.000   |
| Portugal (AFP)               | 3× Platin                                                              | 30.000    |
| Spanien (Promusicae)         | Platin                                                                 | 60.000    |
| Vereinigte Staaten (RIAA)    | 3× Platin                                                              | 3.000.000 |
| Vereinigtes Königreich (BPI) | 4× Platin                                                              | 2.400.000 |
| Insgesamt                    | 19× Platin ·                                                           | 6.380.000 |

### Fortune Faded
| Land/Region       | Auszeichnungen für Musikverkäufe (Land/Region, Auszeichnung, Verkäufe) | Verkäufe |
| ----------------- | ---------------------------------------------------------------------- | -------- |
| Australien (ARIA) | Gold                                                                   | 35.000   |
| Insgesamt         | 1× Gold ·                                                              | 35.000   |

### Dani California
| Land/Region                  | Auszeichnungen für Musikverkäufe (Land/Region, Auszeichnung, Verkäufe) | Verkäufe  |
| ---------------------------- | ---------------------------------------------------------------------- | --------- |
| Australien (ARIA)            | Gold                                                                   | 35.000    |
| Dänemark (IFPI)              | 2× Platin                                                              | 180.000   |
| Italien (FIMI)               | Gold                                                                   | 10.000    |
| Japan (RIAJ)                 | 2× Platin (Ringtone) · + Platin (Mobile Downloads)                     | 750.000   |
| Kanada (MC)                  | Gold                                                                   | 20.000    |
| Neuseeland (RMNZ)            | 3× Platin                                                              | 90.000    |
| Schweden (IFPI)              | Gold                                                                   | 10.000    |
| Spanien (Promusicae)         | Gold                                                                   | 30.000    |
| Vereinigte Staaten (RIAA)    | 5× Platin                                                              | 5.000.000 |
| Vereinigtes Königreich (BPI) | 2× Platin                                                              | 1.200.000 |
| Insgesamt                    | 5× Gold · 15× Platin ·                                                 | 7.325.000 |

### Tell Me Baby
| Land/Region                  | Auszeichnungen für Musikverkäufe (Land/Region, Auszeichnung, Verkäufe) | Verkäufe  |
| ---------------------------- | ---------------------------------------------------------------------- | --------- |
| Vereinigte Staaten (RIAA)    | Platin                                                                 | 1.000.000 |
| Vereinigtes Königreich (BPI) | Silber                                                                 | 200.000   |
| Insgesamt                    | 1× Silber · 1× Platin ·                                                | 1.200.000 |

### Snow (Hey Oh)
| Land/Region                  | Auszeichnungen für Musikverkäufe (Land/Region, Auszeichnung, Verkäufe) | Verkäufe  |
| ---------------------------- | ---------------------------------------------------------------------- | --------- |
| Dänemark (IFPI)              | Platin                                                                 | 90.000    |
| Deutschland (BVMI)           | Gold                                                                   | 150.000   |
| Italien (FIMI)               | Platin                                                                 | 220.000   |
| Japan (RIAJ)                 | Gold                                                                   | 100.000   |
| Neuseeland (RMNZ)            | 5× Platin                                                              | 150.000   |
| Spanien (Promusicae)         | Platin                                                                 | 60.000    |
| Vereinigte Staaten (RIAA)    | 4× Platin                                                              | 4.000.000 |
| Vereinigtes Königreich (BPI) | 2× Platin                                                              | 1.200.000 |
| Insgesamt                    | 2× Gold · 15× Platin ·                                                 | 5.970.000 |

### The Adventures of Rain Dance Maggie
| Land/Region               | Auszeichnungen für Musikverkäufe (Land/Region, Auszeichnung, Verkäufe) | Verkäufe  |
| ------------------------- | ---------------------------------------------------------------------- | --------- |
| Italien (FIMI)            | Gold                                                                   | 15.000    |
| Neuseeland (RMNZ)         | Gold                                                                   | 7.500     |
| Vereinigte Staaten (RIAA) | Platin                                                                 | 1.000.000 |
| Insgesamt                 | 2× Gold · 1× Platin ·                                                  | 1.022.500 |

### Dark Necessities
| Land/Region                  | Auszeichnungen für Musikverkäufe (Land/Region, Auszeichnung, Verkäufe) | Verkäufe  |
| ---------------------------- | ---------------------------------------------------------------------- | --------- |
| Deutschland (BVMI)           | Gold                                                                   | 200.000   |
| Italien (FIMI)               | Platin                                                                 | 50.000    |
| Kanada (MC)                  | Gold                                                                   | 40.000    |
| Neuseeland (RMNZ)            | Platin                                                                 | 30.000    |
| Polen (ZPAV)                 | Platin                                                                 | 50.000    |
| Portugal (AFP)               | Gold                                                                   | 5.000     |
| Spanien (Promusicae)         | Gold                                                                   | 30.000    |
| Vereinigte Staaten (RIAA)    | Platin                                                                 | 1.000.000 |
| Vereinigtes Königreich (BPI) | Gold                                                                   | 400.000   |
| Insgesamt                    | 5× Gold · 4× Platin ·                                                  | 1.805.000 |

### Black Summer
| Land/Region       | Auszeichnungen für Musikverkäufe (Land/Region, Auszeichnung, Verkäufe) | Verkäufe |
| ----------------- | ---------------------------------------------------------------------- | -------- |
| Frankreich (SNEP) | Gold                                                                   | 100.000  |
| Insgesamt         | 1× Gold ·                                                              | 100.000  |

## Auszeichnungen nach Liedern

### Parallel Universe
| Land/Region               | Auszeichnungen für Musikverkäufe (Land/Region, Auszeichnung, Verkäufe) | Verkäufe |
| ------------------------- | ---------------------------------------------------------------------- | -------- |
| Vereinigte Staaten (RIAA) | Gold                                                                   | 500.000  |
| Insgesamt                 | 1× Gold ·                                                              | 500.000  |

## Auszeichnungen nach Musikstreamings

### Dani California
| Land/Region     | Auszeichnungen für Musikverkäufe (Land/Region, Auszeichnung, Verkäufe) | Verkäufe |
| --------------- | ---------------------------------------------------------------------- | -------- |
| Dänemark (IFPI) | Gold                                                                   | 900.000  |
| Insgesamt       | 1× Gold ·                                                              | 900.000  |

## Auszeichnungen nach Videoalben

### Psychedelic Sexfunk Live from Heaven
| Land/Region               | Auszeichnungen für Musikverkäufe (Land/Region, Auszeichnung, Verkäufe) | Verkäufe |
| ------------------------- | ---------------------------------------------------------------------- | -------- |
| Vereinigte Staaten (RIAA) | Gold                                                                   | 50.000   |
| Insgesamt                 | 1× Gold ·                                                              | 50.000   |

### Funky Monks
| Land/Region                  | Auszeichnungen für Musikverkäufe (Land/Region, Auszeichnung, Verkäufe) | Verkäufe |
| ---------------------------- | ---------------------------------------------------------------------- | -------- |
| Vereinigte Staaten (RIAA)    | Gold                                                                   | 50.000   |
| Vereinigtes Königreich (BPI) | Gold                                                                   | 25.000   |
| Insgesamt                    | 2× Gold ·                                                              | 75.000   |

### Off the Map
| Land/Region                  | Auszeichnungen für Musikverkäufe (Land/Region, Auszeichnung, Verkäufe) | Verkäufe |
| ---------------------------- | ---------------------------------------------------------------------- | -------- |
| Australien (ARIA)            | 2× Platin                                                              | 30.000   |
| Brasilien (PMB)              | Gold                                                                   | 25.000   |
| Vereinigte Staaten (RIAA)    | Gold                                                                   | 50.000   |
| Vereinigtes Königreich (BPI) | Gold                                                                   | 25.000   |
| Insgesamt                    | 3× Gold · 2× Platin ·                                                  | 130.000  |

### Greatest Videos
| Land/Region                  | Auszeichnungen für Musikverkäufe (Land/Region, Auszeichnung, Verkäufe) | Verkäufe |
| ---------------------------- | ---------------------------------------------------------------------- | -------- |
| Argentinien (CAPIF)          | Platin                                                                 | 8.000    |
| Australien (ARIA)            | Platin                                                                 | 15.000   |
| Vereinigtes Königreich (BPI) | Gold                                                                   | 25.000   |
| Insgesamt                    | 1× Gold · 2× Platin ·                                                  | 48.000   |

### Live at Slane Castle
| Land/Region                  | Auszeichnungen für Musikverkäufe (Land/Region, Auszeichnung, Verkäufe) | Verkäufe |
| ---------------------------- | ---------------------------------------------------------------------- | -------- |
| Argentinien (CAPIF)          | Platin                                                                 | 8.000    |
| Australien (ARIA)            | 4× Platin                                                              | 60.000   |
| Brasilien (PMB)              | Gold                                                                   | 50.000   |
| Frankreich (SNEP)            | Platin                                                                 | 20.000   |
| Kanada (MC)                  | Platin                                                                 | 10.000   |
| Neuseeland (RMNZ)            | 2× Platin                                                              | 10.000   |
| Vereinigte Staaten (RIAA)    | Platin                                                                 | 100.000  |
| Vereinigtes Königreich (BPI) | 2× Platin                                                              | 100.000  |
| Insgesamt                    | 1× Gold · 12× Platin ·                                                 | 358.000  |

## Statistik und Quellen
| Land/RegionAuszeichnungen für Musikverkäufe (Land/Region, Auszeichnungen, Verkäufe, Quellen) | Silber     | Gold         | Platin         | Verkäufe     | Quellen |
| -------------------------------------------------------------------------------------------- | ---------- | ------------ | -------------- | ------------ | --- |
| Argentinien (CAPIF)                                                                          | —          | 3× Gold3     | 9× Platin9     | 501.000      | capif.org.ar (Memento vom 6. Juli 2011 im Internet Archive) AR2 (Memento vom 31. Mai 2011 im Internet Archive) |
| Australien (ARIA)                                                                            | —          | 6× Gold6     | 42× Platin42   | 2.745.000    | aria.com.au |
| Belgien (BRMA)                                                                               | —          | 4× Gold4     | 3× Platin3     | 230.000      | ultratop.be |
| Brasilien (PMB)                                                                              | —          | 3× Gold3     | 6× Platin6     | 975.000      | pro-musicabr.org.br BR2                                                                                        |
| Chile (IFPI)                                                                                 | —          | —            | Platin1        | 25.000       | Einzelnachweise                                                                                                |
| Dänemark (IFPI)                                                                              | —          | 5× Gold5     | 20× Platin20   | 990.000      | ifpi.dk |
| Deutschland (BVMI)                                                                           | —          | 6× Gold6     | 11× Platin11   | 4.500.000    | musikindustrie.de                                                                                              |
| Europa (IFPI)                                                                                | —          | Gold1        | 13× Platin13   | (13.500.000) | ifpi.org (Memento vom 1. Januar 2014 im Internet Archive)                                                      |
| Finnland (IFPI)                                                                              | —          | 5× Gold5     | 2× Platin2     | 187.226      | ifpi.fi |
| Frankreich (SNEP)                                                                            | —          | 5× Gold5     | 7× Platin7     | 1.670.000    | infodisc.fr snepmusique.com                                                                                    |
| Griechenland (IFPI)                                                                          | —          | —            | 5× Platin5     | 106.000      | Einzelnachweise                                                                                                |
| Indonesien (ASIRI)                                                                           | —          | —            | 3× Platin3     | 150.000      | Einzelnachweise                                                                                                |
| Irland (IRMA)                                                                                | —          | Gold1        | 4× Platin4     | 67.500       | irishcharts.ie                                                                                                 |
| Israel (IFPI)                                                                                | —          | Gold1        | —              | 20.000       | Einzelnachweise                                                                                                |
| Italien (FIMI)                                                                               | —          | 4× Gold4     | 23× Platin23   | 1.780.000    | fimi.it |
| Japan (RIAJ)                                                                                 | —          | 4× Gold4     | 10× Platin10   | 2.724.182    | riaj.or.jp JP2                                                                                                 |
| Kanada (MC)                                                                                  | —          | 5× Gold5     | 40× Platin40   | 3.730.000    | musiccanada.com                                                                                                |
| Kroatien (HDU)                                                                               | —          | 2× Gold2     | —              | 15.000       | hgu.hr |
| Mexiko (AMPROFON)                                                                            | —          | —            | Platin1        | 100.000      | amprofon.com.mx                                                                                                |
| Neuseeland (RMNZ)                                                                            | —          | 2× Gold2     | 73× Platin73   | 1.687.500    | aotearoamusiccharts.co.nz NZ2 NZ3                                                                              |
| Niederlande (NVPI)                                                                           | —          | 5× Gold5     | 5× Platin5     | 565.000      | nvpi.nl |
| Norwegen (IFPI)                                                                              | —          | —            | 2× Platin2     | 149.000      | ifpi.no (Memento vom 5. November 2012 im Internet Archive)                                                     |
| Österreich (IFPI)                                                                            | —          | 6× Gold6     | 4× Platin4     | 267.500      | ifpi.at |
| Philippinen (PARI)                                                                           | —          | —            | Platin1        | 40.000       | Einzelnachweise                                                                                                |
| Polen (ZPAV)                                                                                 | —          | 2× Gold2     | 5× Platin5     | 245.000      | olis.pl |
| Portugal (AFP)                                                                               | —          | 2× Gold2     | 10× Platin10   | 215.000      | Einzelnachweise                                                                                                |
| Russland (NFPF)                                                                              | —          | Gold1        | —              | 10.000       | 2m-online.ru (Memento vom 15. Februar 2009 im Internet Archive)                                                |
| Schweden (IFPI)                                                                              | —          | 3× Gold3     | 4× Platin4     | 390.000      | sverigetopplistan.se                                                                                           |
| Schweiz (IFPI)                                                                               | —          | 3× Gold3     | 9× Platin9     | 405.000      | hitparade.ch                                                                                                   |
| Singapur (RIAS)                                                                              | —          | Gold1        | —              | 7.500        | Einzelnachweise                                                                                                |
| Spanien (Promusicae)                                                                         | —          | 7× Gold7     | 12× Platin12   | 1.080.000    | elportaldemusica.es ES2                                                                                        |
| Tschechien (IFPI)                                                                            | —          | Gold1        | —              | 25.000       | Einzelnachweise                                                                                                |
| Thailand (TECA)                                                                              | —          | Gold1        | —              | 25.000       | Einzelnachweise                                                                                                |
| Ungarn (MAHASZ)                                                                              | —          | 2× Gold2     | Platin1        | 32.000       | slagerlistak.hu                                                                                                |
| Uruguay (CUD)                                                                                | —          | —            | Platin1        | 6.000        | Einzelnachweise                                                                                                |
| Vereinigte Staaten (RIAA)                                                                    | —          | 13× Gold13   | 70× Platin70   | 73.921.500   | riaa.com |
| Vereinigtes Königreich (BPI)                                                                 | 5× Silber5 | 9× Gold9     | 47× Platin47   | 21.255.000   | bpi.co.uk |
| Insgesamt                                                                                    | 5× Silber5 | 113× Gold113 | 444× Platin444 |              | |